# Борислав Славов
Борислав Славов е български композитор и продуцент на музика за видеоигри, носител на награда на БАФТА.

## Биография
Славов няма музикално образование и започва музикалната си кариера относително късно. Завършва магистърска програма по компютърни науки в Софийския университет „Св. Климент Охридски“ и няколко години работи в софтуерна компания, преди да се насочи изцяло към композирането и продуцирането на музика. Повлиян е от творчеството на композитори на филмова музика като Джеймс Нютън Хауърд, Хари-Грегсън Уилямс, Джон Пауъл, Ханс Цимер и Тревър Джоунс, а в собствените си композиции използва елементи от музикалния фолклор на страни от цял свят и разнообразни фоклорни инструменти.
През 2001 г. се присъединява към независимата българска компания за разработка на видеоигри Black Sea Studios, базирана в София (придобита през 2008 г. от Crytek, чийто филиал в София на свой ред е придобит от Creative Assembly през 2017 г.), като щатен композитор и започва работа по музиката и звуковите ефекти на стратегическата игра Knights of Honor. Играта излиза на 1 октомври 2004 г. Славов е композитор и на втората и последна игра на Black Sea Studios – издадената през 2009 г. WorldShift в същия жанр (стратегия в реално време).
През 2011 година записва заедно с германския композитор на музика за видеоигри, телевизионни и филмови продукции Тилман Силеску и със световноизвестните композитори Ханс Цимер и Лорн Балф музиката към втората играта от шутър поредицата Crysis. Той е музикален директор на продукцията и композитор на 21 от 46-те композиции, включени в двойния албум с оригиналната музика от Crysis 2, издаден на аудио CD на 26 април 2011 г. от La-La Land Records.
През 2014 г. е номиниран от National Academy of Video Game Trade Reviewers за музиката към играта Ryse: Son of Rome (2013) в категорията за оригинална музика към нова интелектуална собственост. След като композира последователно музиката към три игри на Crytek – Crysis 2 и 3 и Ryse: Son of Rome, през 2016 г. Славов става музикален директор на белгийската компания за производство и издаване на комерсиални и обравотелните видеоигри Larian Studios, известна най-вече с поредицата Divinity. Той е композитор на музиката на отличената с BAFTA за най-добра мултиплейър видеоигра Divinity: Original Sin II и на ролевата игра Baldur's Gate III, издадена през 2023 г.
Заедно с певицата Илона Иванова получават номинация за Холивудските музикални медийни награди за 2021 г. в категория „Най-добра песен за видеоигра“ с песента I want to live (аранжиментът е на Славов и Виктор Стоянов) от Baldur's Gate III (наградата в категорията печели Burn It All Down от League of Legends)

## Творчество
| Заглавие на игра          | Разработчик       | Дата на издаване                  | Допълнителна информация                                   |
| ------------------------- | ----------------- | --------------------------------- | --------------------------------------------------------- |
| Knights of Honor          | Black Sea Studios | 1 октомври 2004 г.                | саундтрак и звукови ефекти                                |
| Gothic 3                  | Piranha Bytes     | 13 октомври 2006 г.               | допълнителна музика (основен композитор – Кай Розенкранц) |
| Eschalon: Book I          | Basilisk Games    | 19 ноември 2007 г.                |                                                           |
| Sorcery Quest             | Edgebee Studios   | 2008 г.                           |                                                           |
| Larva Mortus              | Rake In Grass     | 19 март 2009 г.                   |                                                           |
| Risen                     | Piranha Bytes     | 2 октомври 2009 г.                | допълнителна музика (основен композитор – Кай Розенкранц) |
| WorldShift                | Black Sea Studios | 11 ноември 2009 г.                | саундтрак и звукови ефекти                                |
| Eschalon: Book II         | Basilisk Games    | 12 май 2010 г.                    | —                                                         |
| Two Worlds II             | Reality Pump      | 9 ноември 2010 г.                 | съвместно с Виктор Стоянов                                |
| Earthrise                 | Masthead Studios  | 4 февруари 2011 г.                | допълнителна музика                                       |
| Crysis 2                  | Crytek            | 22 март 2011 г.                   | съвместно с Тилман Силеску, Ханс Цимер и Лорн Балф        |
| Crysis 3                  | Crytek            | 19 февруари 2013 г.               |                                                           |
| Ryse: Son of Rome         | Crytek            | 22 ноември 2013 г.                |                                                           |
| Divinity: Original Sin II | Larian Studios    | 14 септември 2017 г.              |                                                           |
| Baldur's Gate III         | Larian Studios    | 6 октомври 2020 г. [ранен достъп] |                                                           |